# Little Heath (Londres)
Little Heath est une zone anglaise située au nord-est de Londres, dans le borough londonien de Redbridge.